# Liber Usualis

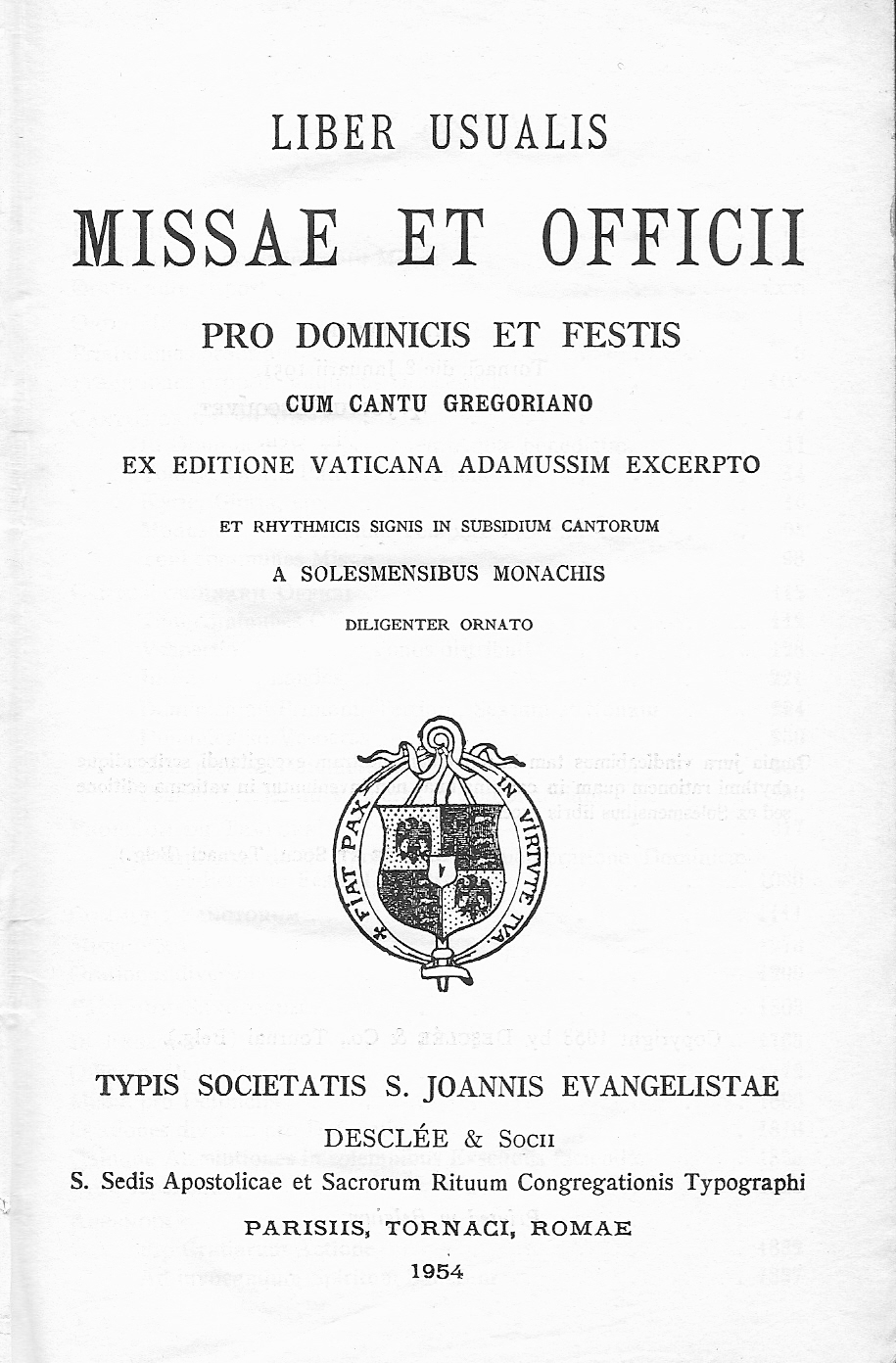
Innentitel des Liber Usualis, Ausgabe 1954

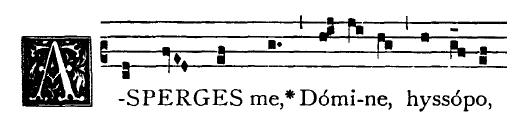
Beginn der Antiphon Asperges me im Notenbild des Liber Usualis.

Der Liber Usualis Missae et Officii (v. lat. liber ‚Buch‘ und spätlat. usualis ‚üblich, gebräuchlich‘; also etwa: ‚Buch für den praktischen Gebrauch‘ u. a. in der Messe und dem Stundengebet) ist ein lateinisches Choralbuch allgemein gebräuchlicher Stücke des gregorianischen Gesangs in Quadratnotation. 
Das je nach Auflage bis zu rund 1.950 Seiten starke Choralbuch enthält sämtliche Gesänge für das Ordinarium und die Proprien der Heiligen Messe an allen Sonn- und Feiertagen des Kirchenjahres, sowie Gesänge für das Stundengebet. In mehreren Anhängen finden sich weitere Gesänge aus dem Bereich der pia exercitia wie Litaneien, Hymnen, Gesänge für Andachten und Bittprozessionen um gutes Wetter, für das Vierzigstündige Gebet und zur Verehrung Mariens. 

## Geschichte
Er wurde 1896 von Mönchen der französischen Abbaye Saint-Pierre de Solesmes herausgegeben und erschien bis 1964 in fast jährlich jeweils veränderten bzw. erweiterten Auflagen.
Die Herausgabe des Liber Usualis fällt in die erste Phase der Restitution des Gregorianischen Chorals, die ab der 2. Hälfte des 19. Jahrhunderts in französischen Klöstern einsetzte, zu einer leidenschaftlichen Forschertätigkeit führte und in dem Motu Proprio Tra le sollecitudini Papst Pius’ X. vom 22. November 1903 gipfelte, das den gregorianischen Choral als ureigenste musikalische Ausdrucksform der Kirche und ihrer Liturgie bezeichnete und ihm einen bevorzugten Rang in der Kirchenmusik zuordnete. Der von Dom André Mocquereau (1849–1930) herausgegebene Liber Usualis litt aber von Anfang an unter dessen fehlerhaftem Rhythmusverständnis, nach dem jeder Ton des Chorals grundsätzlich gleich lang zu singen sei.
Der Liber Usualis gilt heute teilweise als überholt, da er zum einen die liturgischen Reformen, die sich in der Folge des Zweiten Vatikanischen Konzils ergeben haben, noch nicht berücksichtigt, und zum anderen, weil die Gregorianische Semiologie in den letzten Jahrzehnten große Fortschritte in der Entschlüsselung der älteren Neumenhandschriften gemacht hat, die insbesondere differenziertere Erkenntnisse über die rhythmische Gestaltung der Choräle erlauben. Der Liber Usualis ist heute in der Praxis weitgehend durch andere Choralbücher wie das Graduale Romanum (1974) für die Gesangstextes der heiligen Messe und das Antiphonale für das Stundengebet abgelöst worden.
Wegen der Vollständigkeit der Sammlung ist der Liber Usualis dennoch auch heute noch ein gesuchtes Sammlerstück, und gut erhaltene antiquarische Exemplare erzielen Liebhaberpreise. Ein Reprint der Ausgabe von 1953 erschien 1997 in einem US-amerikanischen Verlag.